# Paz de Vervins

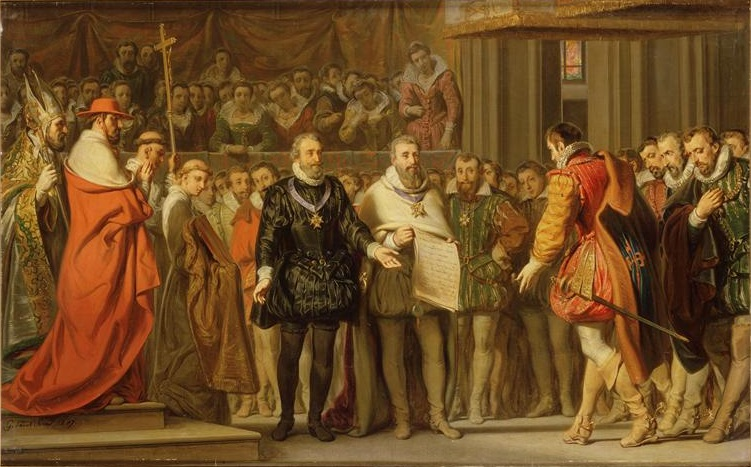
Paz de Vervins

La Paz de Vervins se firmó el 2 de mayo de 1598 en Vervins (actual Aisne) entre los reyes Felipe II de España y Enrique IV de Francia. El tratado sirvió especialmente para confirmar las cláusulas previamente firmadas en el tratado de Cateau-Cambrésis (3 de abril de 1559) entre el propio Felipe II y Enrique II de Francia, añadiendo diversas cláusulas nuevas.

## Términos del tratado
De acuerdo con los términos de este tratado:
- España devolvió a Francia el Vermandois, una parte de Picardía, la ciudad de Calais y Le Blavet, en Port-Louis (Bretaña).
- Francia restituyó a España el Charolais y diversas plazas fuertes de las que Francia se había apoderado desde el tratado anterior y renunciaba expresamente a la soberanía sobre Flandes y Artois (secuelas lejanas de la lucha entre el rey de Francia Luis XI y el duque de Borgoña Carlos el Temerario). Sin embargo, Enrique IV se negó a legitimar la anexión de la parte sur de Navarra, llevada a cabo en 1512 por Fernando II de Aragón, bisabuelo de Felipe II.

## Cláusula secreta
El tratado contenía una cláusula secreta de acuerdo a la cual franceses y españoles podrían continuar haciéndose la guerra marítima al Oeste del meridiano de las Azores y al Sur del trópico de Cáncer, conocidas como les lignes de l'enclos des Amitiés, es decir, en las aguas de la América española. De esta forma se anulaba la interdicción pontificia, lo que equivalió a dejar sin valor las bulas papales, anulando así la posible intervención del papa en caso de conflicto. Esta cláusula secreta comenzó una era de espanto en el mar Caribe, poco tiempo después los barcos piratas franceses y los de otras naciones iniciaron la depravación, saqueo y muerte en la zona.